# Xã Cedar, Quận Adams, Bắc Dakota
Xã Cedar (tiếng Anh: Cedar Township) là một xã thuộc quận Adams, tiểu bang Bắc Dakota, Hoa Kỳ. Năm 2010, dân số của xã này là 24 người.